# Paraskowijiwka (rejon pokrowski)
Paraskowijiwka (ukr. Парасковіївка) – wieś na Ukrainie, w obwodzie donieckim, w rejonie pokrowskim, w hromadzie Marjinka. W 2001 liczyła 52 mieszkańców.